# Oliver Friggieri
Pour les articles homonymes, voir Friggieri.
Oliver Friggieri, né le 27 mars 1947 à Floriana (Malte) et mort le 21 novembre 2020, est un poète, romancier, nouvelliste et critique littéraire maltais.

## Biographie
Il a étudié au séminaire, à l'université de Malte, puis à l'université catholique de Milan où il a obtenu un doctorat en littérature maltaise en 1978. Il a commencé à enseigner en 1968 le maltais et la philosophie dans le secondaire, puis le maltais à l'université de Malte. Il est devenu chef du département de maltais en 1988.
Friggieri écrit en maltais, en anglais et en italien.

## Œuvre
Outre ses propres poèmes, Friggieri est spécialiste de l'œuvre du poète Dun Karm Psaila, et a écrit également sur Pietru Caxaro et Mikiel Anton Vassalli. 

### Nouvelles
- 1986 : Stejjer Għal Qabel Jidlam, traduites sous le titre À Malte, histoires du crépuscule, par Joseph Cutayar, L'Harmattan, 2004
- 1991 : Fil-Gżira Taparsi Jikbru l-Fjuri

### Romans
- 1977 : Il-Gidba
- 1980 : L-Istramb
- 1986 : Fil-Parlament ma Jikbrux Fjuri
- 1998 : Ġiżimin li Qatt ma Jiftaħ
- 2000 : It-Tfal Jiġu bil-Vapuri
- 2006 : La Jibbnazza Niġi Lura
- 2011 : Dik id-Dgħajsa f’Nofs il-Port
- 2013 : Children Come by Ship
- 2015 : Let Fair Weather Bring Me Home

### Poésie
- 1991 : Le rituel du crépuscule, poèmes traduits par Martine Vanhove, Noël Blandin, 1991
- 1998 : Nous sommes un désir, poèmes traduits par Martine Vanhove, Euroeditor, 1998